# 台北市樂團列表
台北市樂團列表如下：

## 樂團列表
- 臺北市立交響樂團，原本稱為臺北市管弦樂團，成立於1969年，簡稱北市交、TSO，目前總部位於臺北市立社會教育館。由曾任台北市市長的李登輝在市長任內推動成立。

- 臺北青年管樂團，原為臺北青少年管樂團，成立於1979年，簡稱青管、TSB，目前總部位於台北市寧波西街78-2號B1。

- 臺北市立國樂團，是臺灣第一個專業國樂團，成立於1979年，簡稱北市國、TCO，目前總部團址位於與經濟部礦務局合用原國民大會秘書處(臺北市中正區中華路一段53號)。

- 臺灣國樂團，前身是1984年教育部成立之「國立臺灣藝術專科學校實驗國樂團」，簡稱臺灣國、NCO，總部位於中正紀念園區內(臺北市中正區中山南路21-1號)。目前為國立傳統藝術中心下轄之表演團隊。

- 台灣絃樂團，於1990年由小提琴家鄭斯鈞成立，為台灣目前歷史最悠久的弦樂團。